# Десантис, Рон
Ро́нальд «Рон» Дио́н Деса́нтис (англ. Ronald «Ron» Dion DeSantis; род. 14 сентября 1978, Джэксонвилл, Флорида) — американский государственный и политический деятель, член Республиканской партии. Был членом Палаты представителей с 2013 по 2019 год, губернатор Флориды с 8 января 2019 года. Выдвигал свою кандидатуру на выборах Президента США 2024 года.

## Биография
Родился в Джэксонвилле в семье итальянского происхождения, принадлежавшей к среднему классу. Его родители — Рональд Дэниел Десантис и Карен Десантис (урождённая Роджерс) из Пенсильвании и Огайо. Провёл большую часть детства (с шести лет) в Данидине (Флорида), посещал католическую школу и среднюю школу Данидина, которую окончил в 1997 году.
После школы изучал историю в Йельском университете. Во время учёбы работал на разных должностях, в том числе помощником электрика и тренером в бейсбольном лагере. В 2001 году окончил Йельский университет с отличием со степенью бакалавра искусств. Во время учёбы в Йельском университете был капитаном университетской бейсбольной команды. Отработав год учителем истории в Дарлингтонской школе, поступил в Гарвардскую юридическую школу, которую окончил также с отличием в 2005 году со степенью доктора юриспруденции.

### Армейская служба
В 2004 году на втором году обучения в Гарвардском юридическом институте, был произведён в офицеры ВМС США и назначен в Корпус генерального судьи-адвоката ВМС (JAG). Окончил военно-морскую школу юстиции в 2005 году. Позже в том же году был откомандирован в рамках судебной службы JAG на военно-морскую базу Мейпорт (Флорида) в качестве прокурора. В 2006 году повышен в звании до лейтенанта. Был командиром Объединённой оперативной группы Гуантанамо (JTF-GTMO), работая непосредственно с заключёнными в объединённом следственном изоляторе тюрьмы Гуантанамо.
В 2007 году был вызван в Группу Командования специальных операций ВМС в Коронадо (Калифорния) и отправлен в Ирак в качестве юрисконсульта командующего спецназом SEAL группировки WEST в Эль-Фаллудже. Вернулся на родину в апреле 2008, когда был переведён в юридическую службу военно-морского юго-восточного региона США. Министерство юстиции США назначило его специальным помощником прокурора США в прокуратуре Среднего округа Флориды. Был назначен судебным защитником до своего почётного увольнения с действительной военной службы в феврале 2010. Одновременно возглавлял резервную комиссию в Корпусе генерального прокурора резерва ВМС США.
В период службы был награждён рядом медалей.

### Политическая деятельность

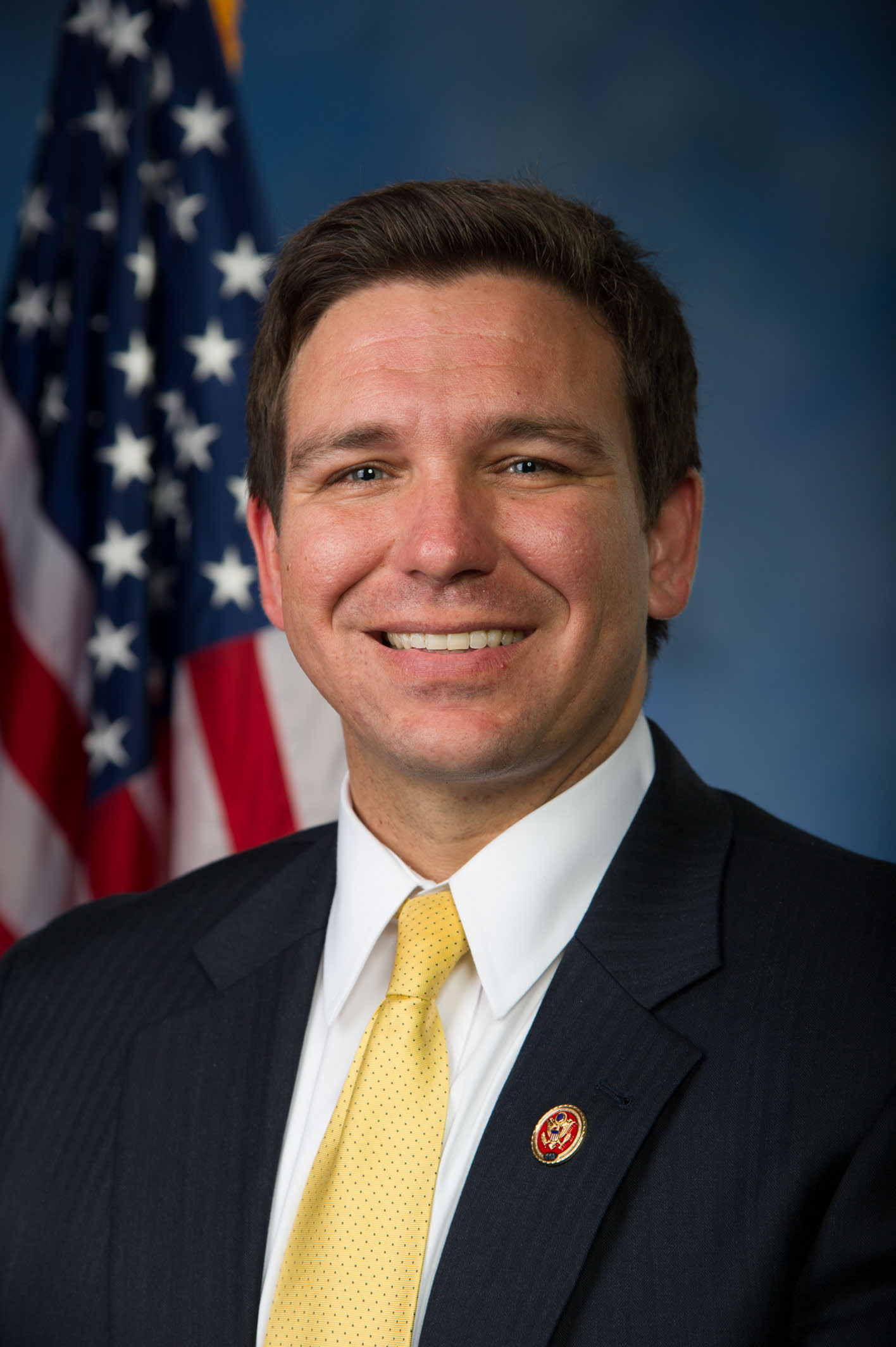
Официальный портрет члена Палаты представителей США Рона Десантиса (2013)

В 2012 году выдвинулся и был избран членом Палаты представителей США от 6-го округа Флориды, набрав 57,3 % голосов. Позже переизбирался в 2014 (62,5 % голосов) и 2016 (58,6 %) годах. В Конгрессе возглавил подкомитеты по национальной безопасности; по Ближнему Востоку и Южной Азии; по Западному полушарию, гражданской безопасности, миграции и международной экономической политике; по Конституции, гражданским правам и гражданским свободам; по судам, интеллектуальной собственности и Интернету; по надзору за транспортом и общественным имуществом; по надзору за информационными технологиями и Республиканский исследовательский комитет.
В 2013 году обещал голосовать против любого закона о глобальном потеплении, который приведёт к повышению налогов. В январе 2014 года выдвинул законопроект, который предписывал Министерству юстиции Соединённых Штатов сообщать Конгрессу всякий раз, когда какое-либо федеральное агентство по какой-либо причине воздерживается от соблюдения законов или постановлений. В своём отчёте правительство должно было бы объяснить, почему оно решило не применять этот закон. Десантис утверждал, что «президент Обама не только не соблюдал несколько законов нашей страны, но и пообещал продолжать делать это, чтобы реализовать свою непопулярную программу. …Американский народ заслуживает того, чтобы знать, какие именно законы администрация Обамы отказывается соблюдать и почему». Законопроект был принят, но не стал законом. В 2015 году был одним из основателей «Кокуса свободы», группы консерваторов и либертарианцев в Конгрессе. В августе 2017 года вынес поправку к предложенному пакету законопроектов о расходах на 2018 финансовый год, прекращающую финансирование расследования Роберта Мюллера о вмешательстве России в президентские выборы в США в 2016 году «или расследования в соответствии с этим порядком, имевшим место до июня 2015 года» (месяц, когда Дональд Трамп объявил, что баллотируется на пост президента) и много критиковал само это расследование, как необоснованное и основанное на выуживании фактов. В мае 2015 года выдвинулся для выборов в Сенат США в 2016 году, но отказался от участия, узнав что действующий сенатор Марко Рубио будет добиваться переизбрания.
В 2016 году решил не получать свою пенсию, как член Конгресса и подал заявку на отмену пенсий для членов Конгресса. Поддерживает поправку к конституции, ограничивающую количество сроков полномочий членов Конгресса (в Палате представителей — тремя сроками, в Сенате — двумя).
С 2017 года резко нападал на расследование специального прокурора Роберта Мюллера о вмешательстве России в выборы 2016 года. Предлагал прекратить финансирование этого расследования спецпрокурора Мюллера через шесть месяцев, в 2017 году. Кроме того, это положение запрещало Мюллеру расследовать дела, имевшие место до июня 2015 года, когда Трамп начал свою президентскую кампанию. В декабре 2017 году утверждал, что если бы существовали доказательства сговора между членами предвыборного штаба Трампа и российскими официальными лицами, они бы уже просочились. Поддержал публикацию секретной записки, написанной республиканцами, показывавшей, что ФБР злоупотребляло своими полномочиями по наблюдению в ходе расследования в отношении России. В апреле 2018 года призвал директора ФБР Кристофера Рэя провести уголовное расследование в отношении ряда должностных лиц, причастных к расследованию подозрения во вмешательстве России в выборы 2016 года, включая бывшего директора ФБР Джеймса Коми, бывшего исполняющего обязанности директора ФБР Эндрю Маккейба, агента ФБР Питера Страка и ряда бывших чиновников администрации Обамы, в том числе бывшего генпрокурора Лоретт Линч и бывшего госсекретаря и кандидата в президенты Хиллари Клинтон.

### На посту губернатора
В январе 2018 года объявил о своей кандидатуре на пост губернатора Флориды, чтобы сменить действующего губернатора-республиканца Рика Скотта, у которого истекал срок полномочий. Президент Трамп заявил в декабре 2017 года, что поддержит его кандидатуру. В ответ на вопрос журналиста, может ли он назвать проблему, по которой не согласен с Трампом, Десантис, будучи его сторонником с самого начала, не назвал ни одной.
Его предвыборная платформа включала поддержку закона, который позволил бы людям с разрешениями на скрытое ношение оружия носить огнестрельное оружие открыто; поддержку закона, обязывающего предприятия использовать систему E-Verify, и запрет защиты убежищ для иммигрантов без документов. Обещал остановить распространение загрязнённой воды из озера Окичоби. Поддержал поправку к конституции штата, требующую квалифицированного большинства голосов для любого повышения налогов. Выступал против того, чтобы здоровые бездетные взрослые получали Medicaid. Высказавшись за программу медицинского каннабиса, выступал против легализации рекреационного каннабиса. На выборах поддерживался Ассоциацией начальников полиции Флориды.
Близкие результаты выборов между Десантисом и кандидатом от Демократической партии, мэром Таллахасси Эндрю Гиллумом, потребовали машинный пересчёт голосов, в ходе которого Десантис получил 49,6 % голосов и был признан победителем с перевесом в 0,4 %. Губернатор Флориды с 8 января 2019 года.
В первые две недели своего пребывания в должности заполнил три вакансии в Верховном суде Флориды, в результате чего большинство в суде сменилось с либерального на консервативное; заменил весь совет округа управления водными ресурсами Южной Флориды и подписал распоряжение о выделении 2,5 миллиарда долларов на восстановительные работы в Эверглейдс и улучшение качества воды (является ярым сторонником сохранения дикой природы).
Во время пандемии COVID-19 во Флориде сопротивлялся введению ограничений, таких как обязательные маски для лица, распоряжения оставаться дома и требования по вакцинации. В марте 2020 года отказался от объявления чрезвычайного положения в штате во время пандемии. Его отношение к COVID-19 во Флориде изначально не пользовалось популярностью среди избирателей штата: к маю 2020 года он был единственным губернатором США, чья поддержка снизилась после того, как COVID-19 получил широкое распространение в США. Но через несколько месяцев его нежелание вводить ограничения в ответ на пандемию привело к росту одобрения, особенно среди избирателей-республиканцев. К февралю 2021 года у него был в целом положительный рейтинг одобрения, от 51 % до 64 %. В мае 2021 года подписал закон, запрещающий предприятиям, школам, круизным лайнерам и государственным организациям требовать доказательства вакцинации.
В феврале 2021 года поддержал закон, направленный на борьбу с GAFAM и предотвращение предполагаемой политической цензуры. Также объявил о своей поддержке ряда ограничений (голосования по почте и сверки подписей) в законе о выборах.
В апреле 2021 года подписал Закон об ужесточении борьбы с общественными беспорядками и наказуемом ущербе историческим объектам или памятникам в ходе беспорядков.
В октябре 2021 года предложил заплатить полицейским 5000 долларов за переезд во Флориду и устройство здесь же на аналогичную работу, обратившись с особым призывом к офицерам, которые отказались соблюдать требования вакцинации от COVID-19. 18 ноября подписал пакет законодательных актов, официально сделавший Флориду первым штатом, который налагает штрафы на предприятия и больницы, требующие прививки от COVID-19, без исключений или альтернатив. В июне 2022 года решил не заказывать вакцины от COVID-19 для детей младше 5 лет, что сделало Флориду единственным штатом, который не заказывает вакцины для этой демографической группы по предварительному заказу.
В октябре 2021 года заявил о своём желании переизбраться в 2022 году.
В декабре 2021 года объявил о выделении 3,5 миллиона долларов на возобновление деятельности Национальной гвардии Флориды (добровольческих сил обороны штата), бездействующей с 1947 года.
Когда на Конференции консервативных политических действий (Conservative Political Action Conference, CPAC) в феврале 2022 года был проведён опрос делегатов по выдвижению в президенты от республиканцев в 2024 году, занял 2-е место, уступив только Дональду Трампу (31 % против 59 %).
На губернаторских выборах 2022 года победил, набрав 59,4 % голосов.

### Предвыборная кампания 2024
Рон Десантис заявил, что хочет участвовать в выборах президента США. 24 мая (по Североамериканскому восточному времени) 2023 года выдвинул свою кандидатуру на республиканских президентских праймериз во время прямого эфира с Илоном Маском, который, однако, однократно прерывался из-за технических причин.
21 января 2024 года снял свою кандидатуру, поддержав Дональда Трампа. Это произошло после того, как на первых кокусах в Айове 16 января победил Трамп с большим отрывом, набрав 51,1 %, а Десантис занял второе место с 21,2 %. По словам собеседников агентства Bloomberg, снятие своей кандидатуры Десантис рассматривал, «чтобы избежать позорного третьего места» на последующих кокусах в Нью-Гемпшире, где, согласно опросам, его опережает Никки Хейли.

## Политические взгляды
Считается твёрдым трампистом и сторонником консервативного Движения чаепития.
Считает, что с целью сокращения дефицита федерального бюджета следует сместить акцент с повышения налогов на сокращение расходов и стимулирование экономического роста. Поддерживает политику «нет бюджета — нет зарплаты» в отношении Конгресса, с целью стимулировать обязательное и быстрое принятие бюджета. Считает, что Федеральная резервная система должна пройти аудит.
Считает, что президентские постановления, имеющие значительное экономическое влияние, перед вступлением в силу должны проходить голосование в Конгрессе.
Предлагал закон о разрешении пожилым людям работать с освобождением пожилых людей от налога на заработную плату в размере 12,4 %, а также выступил соавтором меры по отмене налогов на пособия по социальному обеспечению.
Выступал против закона, обязывающего интернет-магазины собирать и платить государственный налог с продаж.
Критик иммиграционной политики администраций Барака Обамы и Джо Байдена, сторонник её ужесточения.
Резкий критик произошедшей при президенте Обаме реформы здравоохранения, сторонник её полной отмены.
Выступает против федеральных образовательных программ, типа «Ни одного отстающего ребенка», заявляя, что образовательная политика должна осуществляться на местном уровне. Сторонник разрешения отдельным штатам создавать свои собственные системы аккредитации и нетрадиционные образовательные возможности (такие как курсы онлайн-обучения, профессионально-технические училища и ученичество в квалифицированных профессиях). В марте 2022 года подписал закон о курсе финансовой грамотности в средней школе (Флорида — крупнейший штат США, в котором обязательны школьные курсы финансовой грамотности).
Выступает против контроля над оружием, заявляя, что «очень редко ограничения на огнестрельное оружие затрагивают преступников. На самом деле они касаются только законопослушных граждан». В ноябре 2020 года предложил «антимафиозное» расширение ранее существовавшего во Флориде закона о самообороне, которое позволяло гражданам, владеющим оружием, применять оружие к лицам, которые, по мнению граждан, их грабят. Это также приравнивало блокирование движения во время протеста к уголовным преступлениям третьей степени и накладывало уголовную ответственность за участие в «насильственных действиях при беспорядках».
9 мая 2022 года подписал законопроект, обязывающий школы отмечать традиционный День Октябрьской революции 7 ноября как «День жертв коммунизма», посвятив 45 минут преподаванию коммунизма, роли Иосифа Сталина, Мао Цзэдуна, Фиделя Кастро и других коммунистических лидеров в истории, и «как люди страдали при тех режимах».
Противник абортов, но не противник противозачаточных: «Это дело не касается доступности или законности противозачаточных средств, и люди могут получать и использовать их по своему усмотрению». 14 апреля 2022 года подписал закон, запрещающий плановые аборты после 15 недель беременности (вместо прежних 24 недель). Закон имеет исключения, разрешающие прерывание жизнеспособной беременности после 15 недель, если по крайней мере два врача подтверждают, что это необходимо для предотвращения «серьёзного риска» для физического здоровья беременной женщины или что плод имеет «фатальную аномалию развития», но не делает исключений для жизнеспособных беременностей, возникших в результате изнасилования, торговли людьми или инцеста, или которые представляют риск психологических (но не физических) страданий.
Противник защиты работников по принципу сексуальной ориентации или гендерной идентичности. В июне 2021 года подписал закон, запрещающий трансгендерным девочкам и женщинам участвовать в спортивных соревнованиях для девочек средних и старших классов, а также женских колледжей во Флориде. В марте 2022 года подписал законопроект, запрещающий преподавание сексуальной ориентации или гендерной идентичности в школьных классах, от детского сада до третьего класса. При этом заявил, что учителям и школьной администрации «совершенно неуместно» говорить с учениками об их гендерной идентичности.
Десантис называл себя «природозащитником Тедди Рузвельта», известного как защитника природы, однако результаты его голосований в качестве члена Палаты представителей указывают на очень небольшую поддержку политики, поддерживаемой защитниками окружающей среды, что принесло ему рейтинг 2 % (из возможных 100 %) в рейтинге Лиги избирателей за сохранение природы.
Сторонник смертной казни.

## Взгляды на международные отношения
Обвиняет президента Байдена в том, что он сделал страну уязвимой для эксплуатации со стороны Китая, России, Северной Кореи и других геополитических соперников США.
В июне 2021 года подписал законы, вводящие ограничения и более строгие требования для университетов Флориды в отношении сотрудничества с китайскими учёными и университетами; заявил, что это положит конец экономическому шпионажу со стороны Китая.
Осудил вывод американских войск из Афганистана в 2021 году, заявив, что тот был плохо спланирован. Противник заключённой ядерной сделки с Ираном, полагая, что та ухудшает национальную безопасность.
Выступал против плана президента Обамы по закрытию лагеря для задержанных в Гуантанамо, заявив, что доставка закоренелых террористов в США наносит ущерб национальной безопасности, и против официального возобновления дипломатических отношений между США и Кубой.
В 2013 году представил Закон об ответственности палестинцев, который приостановил бы помощь США Палестинской администрации до тех пор, пока она официально не признает право Израиля на существование в качестве еврейского государства и не разорвёт все связи с группировкой ХАМАС. Поддержал перенос посольства США из Тель-Авива в Иерусалим. В качестве губернатора обещал быть «самым произраильским губернатором в Америке».
Вначале осудил вторжение России на Украину в 2022 году и похвалил украинское сопротивление, заявив, что президент Байден слишком мягко относится к России и что нужны санкции к российской нефтяной отрасли. Однако в марте 2023 года заявил, что поддержка Украины не входит в число жизненно важных национальных интересов США, а войну с Россией он назвал территориальным спором. Финансирование Украины без определённых целей и ответственности, по его мнению, отвлекает от самых насущных проблем США, а граждане Соединённых Штатов имеют право знать как используются миллиарды долларов их налогов. Он также заявил, что внешняя политика администрации Байдена привела к фактическому союзу между Россией и Китаем (который, по его мнению, не соблюдает никаких санкций), а также что эскалация участия США в войне на Украине приблизит горячую войну между ядерными державами. Издание Financial Times отметило, что подобная позиция Десантиса обозначает растущий раскол между республиканцами, многие из которых ранее активно поддерживали оказание помощи Украине, и ведущими кандидатами в президенты от этой партии.
Но позже снова осудил Россию и её вторжение на Украину, назвал Путина военным преступником.

## Личная жизнь

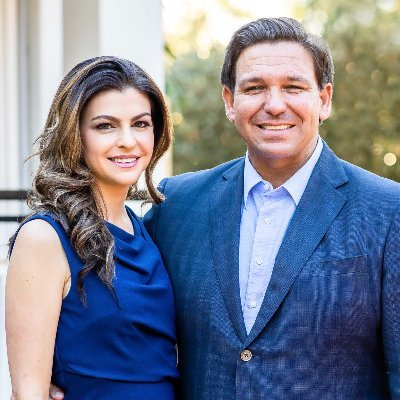
Рон Десантис с супругой (2021)

В 2010 году женился на бывшей телеведущей Кейси Блэк (род. 26 июня 1980); у них трое детей: дочери Мэдисон и Мэйми, а также сын Мэйсон.
Католик. Является членом общества ветеранов войн и Американского легиона.